# Parc de l’Arbre-Sec
Der Parc de l’Arbre–Sec ist ein Landschaftspark in Auxerre am Ufer der Yonne. Er wurde von Ferdinand Gauthier angelegt, der als Straßenwärter in Auxerre tätig war.
Der Park, der als Vogelschutzgebiet ausgewiesen ist, ist typisch für den botanischen Gärten des 19. Jahrhunderts. Die Abteilung Blumen ist vom Stil der Landschaftsgärten von Édouard François André inspiriert. Es gibt eine sehr schöne botanische Sammlung von Bäumen und Sträuchern. Der Erholungsteil des Gartens gruppiert sich um die große Rasenfläche: der Kindergarten, die Allée Catalpas, «l’Arbre Sec» und die Landschaftshecke.
Im Park gibt es einen Teil, der speziell zum Spielen für Kinder hergerichtet ist. Die gesamte Anlage liegt in der Nähe des Wassersportstadions und des Stadions Abbé-Deschamps.